# Bogorejo (Merakurak)
Bogorejo is een bestuurslaag in het regentschap Tuban van de provincie Oost-Java, Indonesië. Bogorejo telt 2218 inwoners (volkstelling 2010).